# Musée du Tibet (Lhassa)
Pour les articles homonymes, voir Musée du Tibet.

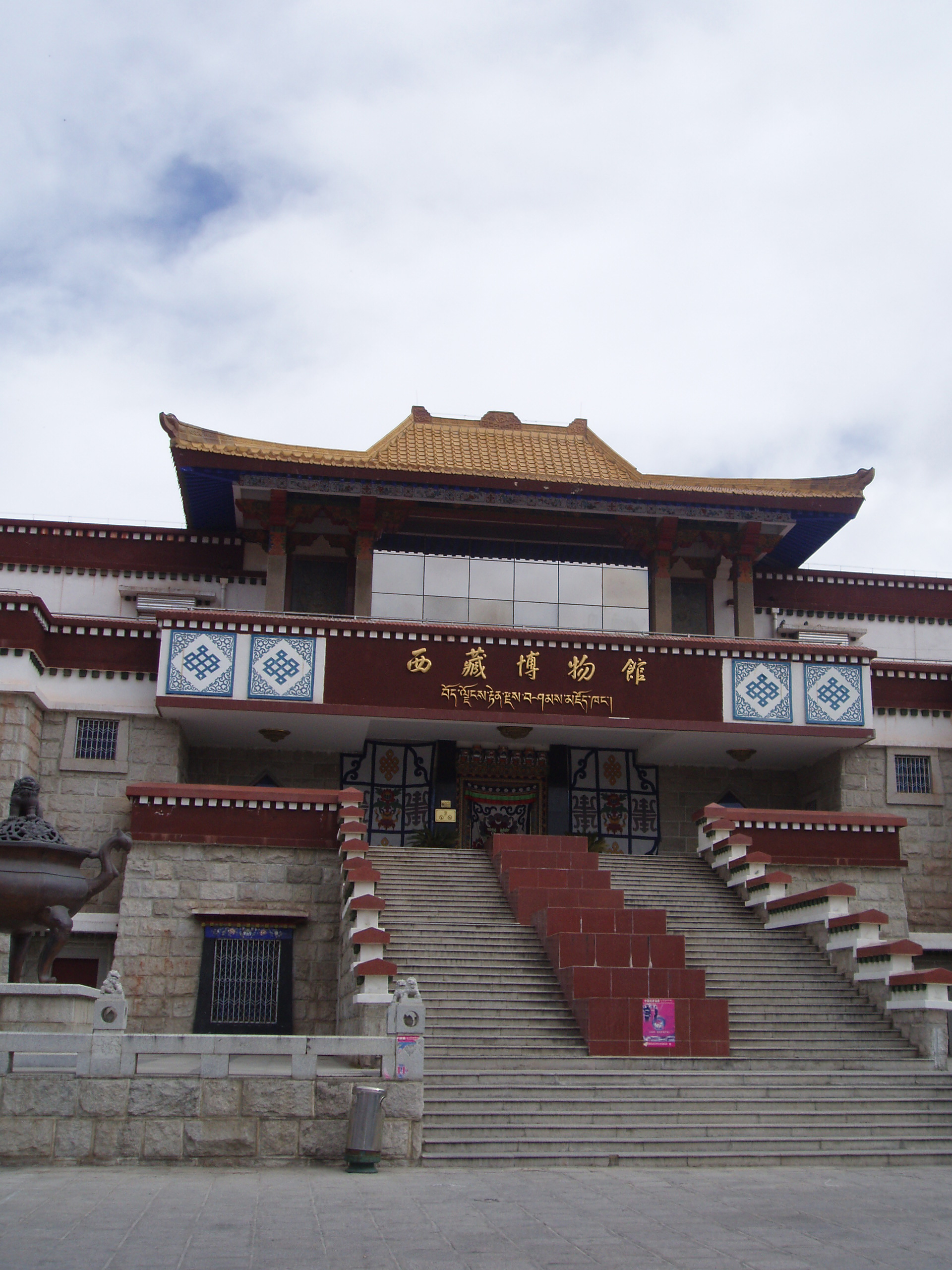
Entrée du musée (2008)

Le musée du Tibet à Lhassa est le musée officiel de la région autonome du Tibet. Ouvert au public le 5 octobre 1999 de façon à coïncider avec le 50e anniversaire de la fondation de la République populaire de Chine et le 40e anniversaire de la réforme démocratique du Tibet, il est le premier grand musée moderne de la région autonome. Sa réalisation constituait l'un des 62 projets d'aide au Tibet décidés en juillet 1994. Elle a coûté à l'État 96,25 millions de yuan. Les travaux de construction proprement dits, commencés en mars 1996, se sont achevés le 1er octobre 1997.
Le musée a pour principale mission de préserver et de faire connaître la culture tibétaine traditionnelle. Il est prévu pour pouvoir conserver jusqu'à 160 000 objets. Sur les 40 000 qui y sont conservés actuellement, il présente une collection permanente d’environ 1 000 objets relatifs à l’histoire culturelle du Tibet.

## Architecture
| |  |  |
| À gauche, la façade du musée avec son escalier monumental; à droite, la place devant le musée depuis le haut de l'escalier |  |  |

Le bâtiment, qui est l’œuvre d’un architecte Han de la province du Sichuan, marie avec bonheur les styles architecturaux chinois et tibétain. Se conformant à un plan en L et s’élevant sur quatre niveaux, il se dresse dans la partie ouest de la ville, à l’angle de la route de Norbulingka et de la rue de la Nation. Son architecture allie le traditionnel au moderne : maçonnerie en pierres taillées de granit gris, façades ceintes de bandes blanches et cramoisies, toitures dorées.

## Composition muséale
| |  |  |
| À gauche, le niveau supérieur donnant sur la cour ; à droite, des vitrines. On aperçoit de grandes photographies de paysages ainsi qu’une vieille embarcation tibétaine. |  |  |

Le musée comporte trois grandes sections : la salle d’exposition principale, le jardin culturel folklorique et les quartiers administratifs. La cour centrale du musée, au sol blanc, fait appel à la tradition monastique.
La superficie totale est de 53 959 mètres carrés, dont 23 568 mètres carrés de surface bâtie. La superficie réservée aux salles d’exposition couvre 10 451 mètres carrés.
Le vestibule du musée est réalisé dans le style architectural tibétain traditionnel avec ses poutres, piliers et linteaux décorés, ses calicots et ses tentures murales.  
L’exposition « Histoire de la culture tibétaine », qui couvre 3 000 mètres carrés et a un déroulé de 600 mètres, comporte les sections « préhistoire », « histoire indivisible » (le Tibet en tant que partie intégrante de la Chine), « culture et art », « mœurs et coutumes », et couvre plusieurs milliers d’années.

### Préhistoire
Cette section concerne la période qui s'étend  de 50 000 à 3 000 ans avant notre époque. Nombre des objets – outils de pierre, poteries, objets en os, objets en métal – ont été mis au jour sur les sites de Karuo et de Qugong dans la région de Chamdo et sont représentatifs de la culture néolithique du plateau tibétain. Cette section montre également les origines culturelles des prédécesseurs des Tibétains et leurs liens avec la civilisation des plaines centrales et celle du bassin de l'Indus. Une salle est consacrée à la flore variée rencontrée au Tibet ainsi qu’à la géologie.

### Histoire
Cette section porte sur les différentes périodes dynastiques de l’histoire tibétaine. Elle contient de nombreux sceaux, livres, documents et cadeaux officiels impériaux qui éclairent les échanges entre les responsables des dynasties chinoises et les chefs tibétains ainsi que les rapports entre le gouvernement central chinois et les garpöns régionaux tibétains.
Les touristes peuvent voir l’exemplaire originel de l’accord en 17 points signé en 1951 pour marquer le réunification Tibet avec la Chine, ainsi que l’urne d'or employée par la Chine pour choisir un successeur au panchen lama.

### Arts traditionnels
|                                                |  |  |
| À droite, masque de corail ; à gauche, costume |  |  |

Cette section se divise en huit grandes zones thématiques : livres, documents et rouleaux manuscrits en tibétain, théâtre, instruments de musique, médecine, astronomie, calendriers, sculpture, peinture de thangkas. 
Les objets exposés sont placés sous la protection du service de protection des vestiges culturels de la région autonome, du fait du caractère unique et de l’importance culturelle de certains pièces.
On trouve de nombreuses statues du Bouddha, de bodhisattvas, de personnages historiques, des masques d'opéra, des soutras écrites sur des feuilles (pattra) ou sur des bandes en écorce de bouleau, et des manuscrits anciens écrits à l’encre d’or, d’argent ou de corail. On trouve en outre de nombreuses pièces d’artisanat tibétain et des bijoux inestimables en or, en argent et en jade.

### Culture populaire
|                                                |  |  |
| À gauche, un thangka ; à droite, une amulette. |  |  |

Cette section se divise en six grandes zones, dont les costumes et habits des Tibétains, les outils et ustensiles quotidiens, l’artisanat, les moyens de communication. Les pièces exposées permettent de se faire une idée des habitudes domestiques des Tibétains ainsi que de l’influence de la culture Han sur les Tibétains et l'influence mutuelle et l'interpénétration des deux traditions.